# Julio César Balerio
Julio César Balerio Correa (Piriápolis, Maldonado, 19 de abril de 1958-Montevideo, 24 de junio de 2013) fue un futbolista y entrenador uruguayo nacionalizado peruano. Su posición fue la de portero.

## Trayectoria

### Como futbolista
Empezó su carrera en la cuarta división del Club Atlético Rentistas en la primera división de Uruguay en 1978. En 1979 fue ascendido al primer equipo en la primera división como tercer arquero. En 1980 debutó en el Rentistas de titular. En 1982 fue vendido al Club Atlético Bella Vista, donde estuvo dos temporadas.
En el extranjero jugó por el Boca Juniors desde 1984 y desde su debut oficial mantuvo la valla invicta en cinco partidos oficiales consecutivos (siete partidos en total, contando dos amistosos), tuvo destacadas actuaciones que salvaron al club del descenso en la peor temporada de su historia. Es destacable, además, que su competencia en el puesto fue el histórico Hugo Gatti. Llegó al Racing Club en 1987 siendo suplente del legendario arquero Ubaldo Fillol y conquistó la Supercopa Sudamericana en 1988, lo que le permitió jugar la Recopa Sudamericana perdiéndola por 1-0 ante Nacional de Uruguay. Jugó un total de sesenta y nueve partidos oficiales en la primera división de Argentina. Jugó también por el Blooming, de Bolivia, antes de regresar al Rentistas en 1992.
En 1993 llegó al Perú jugando por el modesto Deportivo Sipesa, Balerio cumplió una excelente temporada en donde clasificó al club para cuartos de final de la Copa Conmebol. Al año siguiente, llegó a Sporting Cristal, donde cumplió sus mejores actuaciones y llegó a ser ídolo total. Consiguió el tricampeonato de 1994, 1995 y 1996, siendo en todos los años referente del equipo. Además del éxito en torneos locales, destacaron sus actuaciones en Copa Libertadores siendo la más destacada el subcampeonato obtenido en 1997. Su último partido fue por Copa Libertadores el 8 de abril de 1998 ante Colón de Santa Fe en Lima, partido que terminó 1-1.

### Como entrenador
Balerio ha dirigido en Uruguay a los dos conocidos rivales del Cerrito de la Victoria: Cerrito y Rentistas.
Dirigió también al club peruano Juan Aurich en 2008.

## Selección nacional
Adoptó la nacionalidad peruana en 1996, lo que le permitió ser internacional con la selección de fútbol del Perú durante las clasificatorias para la Copa Mundial de 1998. Facilitó el que Juan Carlos Oblitas, su entrenador en Sporting Cristal, fuese técnico de la selección. Además de la columna vertebral de aquel equipo que, en su gran mayoría, jugaron con Balerio en Cristal. Balerio atajó diecisiete partidos y recibió quince goles.
Durante esta etapa, Balerio enfrentó a su país natal en dos oportunidades. En la primera de ellas, le detuvo un penal ejecutado por el capitán uruguayo Enzo Francescoli en Montevideo.

## Clubes

### Como jugador
| Club             | País      | Año       |
| ---------------- | --------- | --------- |
| Rentistas        | Uruguay   | 1979-1981 |
| Bella Vista      | Uruguay   | 1982-1983 |
| Boca Juniors     | Argentina | 1984-1986 |
| Racing Club      | Argentina | 1987-1990 |
| Blooming         | Bolivia   | 1990-1991 |
| Rentistas        | Uruguay   | 1992      |
| Deportivo Sipesa | Perú      | 1993      |
| Sporting Cristal | Perú      | 1994-1998 |

## Fallecimiento
El exarquero y entrenador uruguayo Julio César Balerio falleció el 24 de junio de 2013 en Montevideo a los 55 años debido a un paro cardíaco.

## Palmarés

### Campeonatos nacionales
| Título                    | Club             | País | Año  |
| ------------------------- | ---------------- | ---- | ---- |
| Primera División del Perú | Sporting Cristal | Perú | 1994 |
| Primera División del Perú | Sporting Cristal | Perú | 1995 |
| Primera División del Perú | Sporting Cristal | Perú | 1996 |

### Campeonatos internacionales
| Título                   | Club        | País      | Año  |
| ------------------------ | ----------- | --------- | ---- |
| Supercopa Sudamericana   | Racing Club | Argentina | 1988 |
| Supercopa Interamericana | Racing Club | Argentina | 1988 |

### Torneos cortos
| Título           | Club             | País      | Año  |
| ---------------- | ---------------- | --------- | ---- |
| Torneo de Verano | Boca Juniors     | Argentina | 1984 |
| Torneo Apertura  | Sporting Cristal | Perú      | 1994 |